# Luminița Gheorghiu (actriță)
Luminița Gheorghiu (n. 1 septembrie 1949, București, România – d. 4 iulie 2021, București, România) a fost o actriță română de film, radio, scenă, televiziune și voce, care a câștigat Ursul de Aur la Festivalul Internațional de Film de la Berlin, pentru filmul Poziția copilului (2013). A fost, de asemenea, invitata specială a organizatorilor Festivalului de la Cannes (2006) pentru filmul Moartea domnului Lăzărescu.

## Biografie
În copilărie a locuit în cartierul bucureștean Dorobanți, pe la Școala Floreasca. Actrița rememora că se ducea cu părinții la Stadionul Dinamo, la filmele în aer liber. Îi plăceau filmele de dragoste, precum Cartagina în flăcări (1960, în regia Carmine Gallone) și Ghepardul (1963, în regia lui Luchino Visconti).
A absolvit Institutul de Artă Teatrală și Cinematografică din Capitală în 1972, la clasa profesorului Ion Cojar. A debutat în teatru, în perioada studenției, cu rolul Mărioara, în piesa Sânziana și Pepelea montată de Alexandru Tocilescu pe scena Teatrului Cassandra. După absolvire a fost repartizată la Teatrul Mihai Eminescu din Botoșani împreună cu colegii de promoție.
În anul 1975 s-a mutat la Teatrul Tineretului din Piatra Neamț, iar între anii 1976 și 2003 a fost actriță a Teatrului Bulandra din București.
Cariera în film și-a început-o cu rolul Catrina din filmul Moromeții (1987). A devenit cunoscută o dată cu pelicula Moartea domnului Lăzărescu, filmul în regia lui Cristi Puiu, în care are rolul asistentei care îl plimbă pe pacientul Lăzărescu de la un spital la celălalt.

## Filmografie
- Stejar, extremă urgență (1974)
- Mai presus de orice (1978)
- Înainte de tăcere ‎(1978)
- Labirintul (1980)
- Semnul șarpelui (1982)
- Înghițitorul de săbii (1982)
- Secvențe... (1982) - femeia din birt
- Mitică Popescu (1984)
- Fapt divers (1985)
- Mireasma ploilor tîrzii (1985)
- Clipa de răgaz (1986) - secretara
- Moromeții (1987) - Catrina Moromete
- Marea sfidare (1990)
- Campioana (1991)
- Rămînerea (1991)
- Drumul câinilor (1991)
- Trahir (1993) - Silvia
- Privește înainte cu mînie (1993) - Lucreția, soția lui Ștefan Ciugudean
- Stare de fapt (1995)
- Prea târziu (1996)
- Train de vie (1998) - Rivka
- Code inconnu: Recit incomplet de divers voyages (Cod necunoscut) (2000) - Maria
- Marfa și banii (2001) - mama lui Ovidiu
- Detectiv fără voie (2001)
- Conserve de familie (2001)
- Maria (2003) - Maia
- Le temps du loup (Vreme de restriște) (2003) - doamna Homolka
- Sex Traffic (2004)
- Legenda curcanului zburător (2005)
- Moartea domnului Lăzărescu (2005) - asistenta Mioara Avram
- București - Berlin (2005) - mama - scurt metraj
- Lombarzilor 8 (2006) - Ilinca Matei
- A fost sau n-a fost? (2006) - doamna Jderescu
- Interior. Scară de bloc (2007) - doamna Pascale
- 4 luni, 3 săptămâni și 2 zile (2007) - doamna Radu
- The Yellow Smiley Face (Fața galbenă care râde) (2008) - Mia Popescu - scurt metraj
- Vine poliția! (2008) - Lucreția Corbescu
- Nunta mută (2008) - Fira
- Francesca (2009) - Ana
- Regina (2009) - Elvira
- Fotografia (2010)
- Despărțire (2010)
- Iubire și onoare (2010) - Mioara Avram
- Aurora (2010) - Mioara Avram
- După dealuri (2012) - diriginta
- Brave (Neînfricată) (2012) - vrăjitoarea (versiune română)
- The Matriarch (2013) - scurt metraj
- Poziția copilului (2013) - Cornelia Keneres
- Sunt o babă comunistă (2013)
- Cuscrii (2014) - Suzana Vrânceanu
- Aferim! (2015) - soția meșteșugarului
- Deschide ochii (2015)

## Premii
A primit distincția Cea mai bună actriță într-un rol secundar (2006), pentru rolul Mioarei Avram, din partea Asociației Criticilor de Film de la Los Angeles.
În 2010, la gala Gopo a filmelor românești ale anului 2009, a primit premiul pentru cel mai bun rol secundar feminin pentru personajul Ana din filmul Francesca.
În 2013 a primit trofeul Ursul de Aur la Festivalul Internațional de Film de la Berlin pentru rolul mamei în pelicula Poziția copilului. Pentru același film, Poziția copilului, a primit Premiul Gopo de interpretare feminină pentru o actriță în rol principal dintr-un film românesc al anului 2013. 